# Bamses Venner

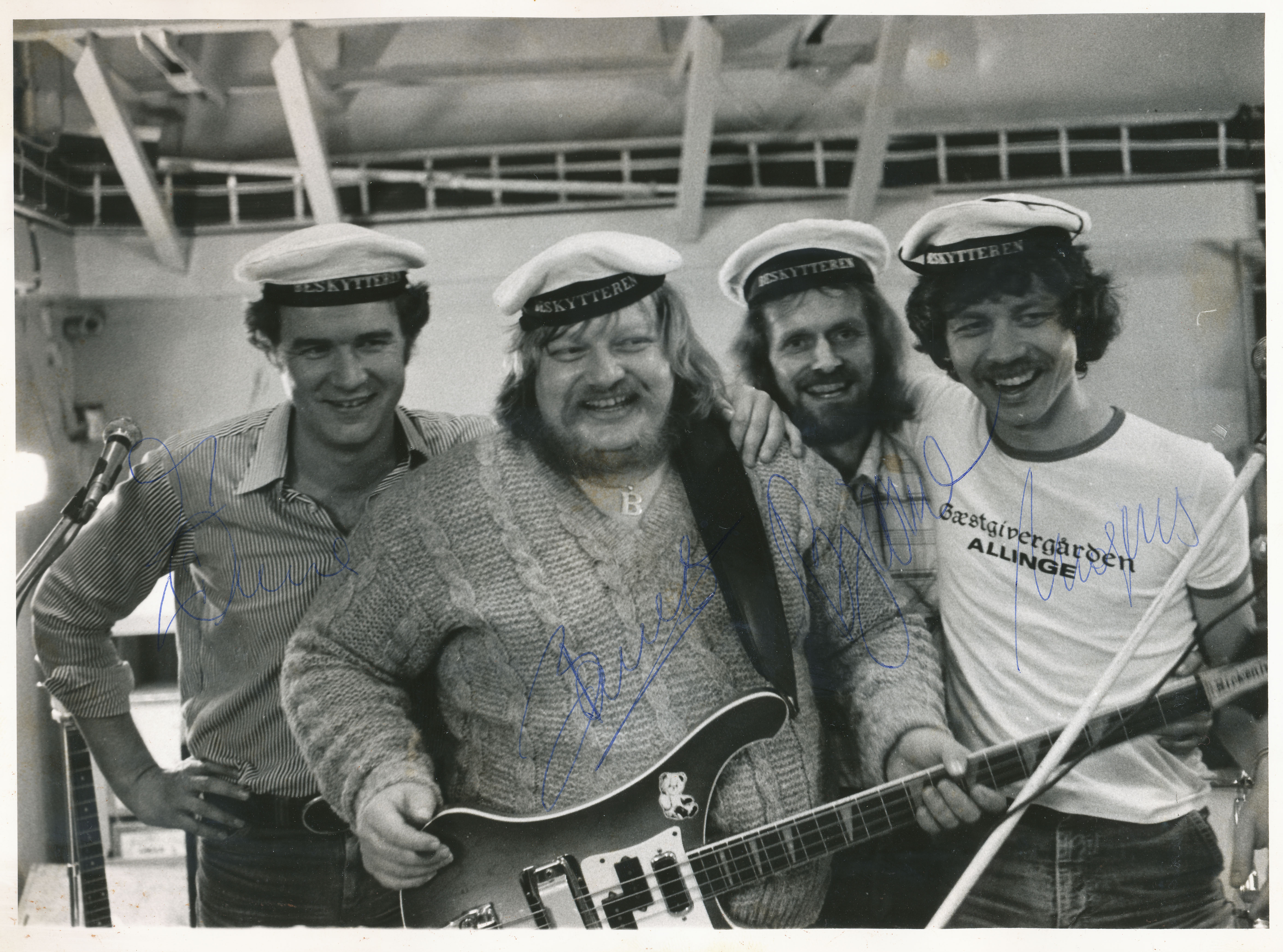
Bamses Venner v. l. n. r.: Arne Østergaard, Flemming Bamse Jørgensen, Bjarne Gren Jensen, Mogens Balle (1979)

Bamses Venner (dt.: Teddybärs Freunde) war eine dänische Musikgruppe um den Sänger und Bassisten Flemming Jørgensen. Die Gruppe bestand von 1973 bis zum Tod von Jørgensen im Jahr 2011.

## Werdegang
Sie traten beim Eurovision Song Contest 1980 für ihr Land Dänemark an und erreichten mit ihrer Ballade Tænker altid på dig (dt.: Ich denke immer an dich) den 14. Platz. Zu diesem Zeitpunkt bildeten neben Jørgensen Mogens Balle (Orgel), Bjarne Green (Gitarre) und Arne Østergaard (Schlagzeug) die Band. Ab dem Jahr 2004 waren die Mitglieder neben Jørgensen Peter Bødker (Orgel/Gitarre), Frank Thøgersen (Schlagzeug), Torben Fausø (Keyboards) und Jes Kerstein (Gitarre). Die Texte der Band waren durchgehend dänisch. 
Jørgensen starb am 1. Januar 2011 an einem Herzstillstand. Die restlichen Bandmitglieder beschlossen daraufhin die Auflösung der Gruppe.

## Diskografie

### Alben (Auswahl)
| Jahr | Titel                            | Höchstplatzierung, Gesamtwochen, AuszeichnungChartsChartplatzierungen (Jahr, Titel, Platzierungen, Wochen, Auszeichnungen, Anmerkungen) | Anmerkungen                            |
| Jahr | Titel                            | DK | Anmerkungen                            |
| ---- | -------------------------------- | --- | -------------------------------------- |
| 2003 | Rolig nu                         | DK17 (6 Wo.)DK |                                        |
| 2003 | 30 af de bedste                  | DK9 (13 Wo.)DK | Erstveröffentlichung: 27. Oktober 2003 |
| 2005 | Komplet 1973-1981                | DK2 (9 Wo.)DK | Erstveröffentlichung: 18. März 2005    |
| 2005 | Komplet 1982-1994                | DK13 (5 Wo.)DK |                                        |
| 2006 | Kysser dem vi holder             | DK4 (8 Wo.)DK | Erstveröffentlichung: 6. Oktober 2006  |
| 2009 | Vi er levende lys                | DK3 ×2Doppelplatin · (12 Wo.)DK |                                        |
| 2011 | Komplet 1995-2010 – Bronzeboksen | DK26 (3 Wo.)DK |                                        |
| 2013 | 40 af de fede                    | DK4 Platin · (19 Wo.)DK |                                        |

### Singles
| Jahr | Titel Album                              | Höchstplatzierung, Gesamtwochen, AuszeichnungChartsChartplatzierungen (Jahr, Titel, Album, Platzierungen, Wochen, Auszeichnungen, Anmerkungen) | Anmerkungen |
| Jahr | Titel Album                              | DK | Anmerkungen |
| ---- | ---------------------------------------- | --- | ----------- |
| 2006 | Klip i mit kørekort Kysser dem vi holder | DK4 (14 Wo.)DK |             |

Weitere Singles
- 1978: I En Lille Båd Der Gynger (DK: Platin)
- 2022: Venner Kom Og Se (DK: Gold)